# 大平房镇
大平房镇，是中华人民共和国辽宁省朝阳市龙城区下辖的一个乡镇级行政单位。

## 行政区划
大平房镇下辖以下地区：
东街社区、西街社区、大板村、香磨村、赵家沟村、东平房村、黄花滩村、公皋村和八棱观村。